# Башня Сююмбике
Ба́шня Сююмбике́ (тат. Сөембикә манарасы) — проездная дозорная (сторожевая) башня в Казанском кремле; архитектурный символ Казани. До XIX века именовалась «проездная башня оберкомендантского дома со шпицем». Относится к «падающим» башням, так как имеет заметный наклон в северо-восточную сторону. Отклонение её шпиля от вертикали составляет 2 м. Общая высота равна 58 метрам (34 саженям 6 футам).

## Архитектура

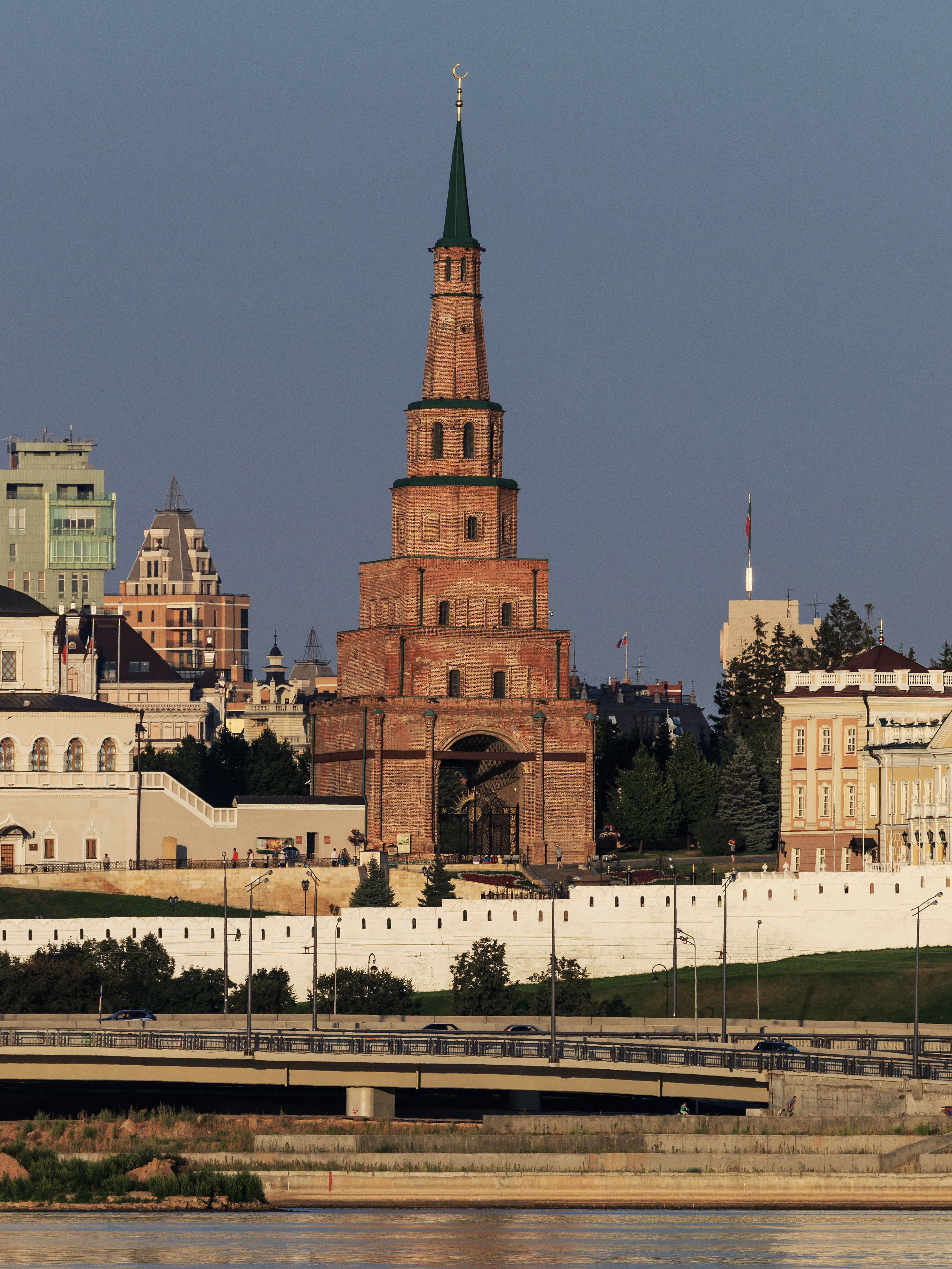
Башня Сююмбике в вечернее время

Башня Сююмбике — краснокирпичная, семиярусная, высотой 58 метров, состоит из последовательно уменьшающихся, стремительно восходящих многоугольных ярусов геометрической формы. Три нижних четверика и четыре верхних восьмерика увенчаны изящным ребристым шатровым шпилем.
Башня расположена внутри Казанского кремля, в отдалении от крепостных стен, и благодаря своему положению могла нести функцию дозорной башни и минарета. С её вершины открывается широкий вид на реки Казанку, Волгу и окрестности.
Фундамент башни покоится на дубовых сваях. Стены кирпичные, на известковом растворе. В нижнем ярусе устроен сквозной проезд на ханский (позднее губернаторский) двор, перекрытый распашными воротами.
Грани всех ярусов украшены лопатками или тонкими кирпичными валиками. На западном и восточном фасадах пилоны нижнего яруса имеют по 2 приставные колонны коринфского ордера, пересечённые посередине высоты.

## Название
Самое раннее упоминание о великой башне в письменных источниках имеется у Андрея Курбского (участника взятия Казани в 1552 г.), который сообщает: «…потекохом ко градским стенам и к той великой башне, яже пред враты стояла на горе», где они для вступления в пределы дворцового ограждения поднялись на второй ярус великой башни и бились там. В писцовых книгах 1560-х годов упоминаются «Нур-Алиевы ворота, Нур-Алиева мизгить», но определить их местоположение в пределах Кремля и старого «Царёва двора» трудно, тем более, что начальная часть писцовых книг не сохранилась. Одно из древнейших изображений Казани даётся нам в картине-иконе «Апофеоз взятия Казани», на которой Кремль изображён весьма достоверно в сравнении с рисунками Дженкинсона и других.
На первом плане изображён царский двор, дворцовая мечеть и въездная ярусная башня, по облику подобная башне Сююмбики, хотя некоторые исследователи пытаются доказать, что картина-икона сделана позднее, чем в XVI веке, сомневаясь в её достоверности. Изображение башни Сююмбики — великой ярусной башни — мы можем видеть на датируемой XVII веком иконе «Сергий Радонежский в житии», хранящейся в музее г. Ярославля. Икона состоит из двух разновременных частей, написанных двумя мастерами. В среднике иконы дана фигура Сергия, а вокруг неё на золотом фоне отображены его деяния, среди которых «Помощь Сергия при взятии Казани в 1552 году».
9 мая 1703 года, когда она была изображена голландским путешественником Корнелисом де Брюйном на панорамной зарисовке Казани, выполненной им во время путешествия по Волге в Персию.
Также имеется упоминание в 1777 году, когда она была помечена на плане кремля как «над воротами шедшая шпицом башня».
В позднейших источниках башня именовалась по-разному: в 1799—1804 годах (?) — «ветхая церковь Введение Божией Матери при ней особенная башня…», 1804 год — «башня с высоким спицом с подъездом, в которой церковь…», 1804 год — «…башня с фронтиспицом…», в 1812—1816 годах — «башня Азиатской Архитектуры», 1815 год — «старинная башня», 1815 год — «…высокая башня, также драгоценный остаток древности Казанской…», 1818 год — «коменданская башня», около 1825 года — «таковой же Азиатской Архитектуры [башня]…», 1829 год — «старинная башня, именуемая Татарскою, готической архитектуры. Полагают, что она была частью подзорнаго Дворца татарской царицы Сумбеки».
Впервые в литературе романтическое название «Башня Сююмбике» («башня Сумбекина») появляется в 1832 году в четвёртом номере казанского журнала «Заволжский Муравей», в главе X очерка «Казань». Постепенно оно становится общеупотребительным.
В татарском языке название «Сөембикә манарасы» было скалькировано в XIX веке с русского названия «башня Сююмбике»:119. Первоначально в татарском языке башня именовалась Хаn macete manarasi (то есть Ханским минаретом).

## История

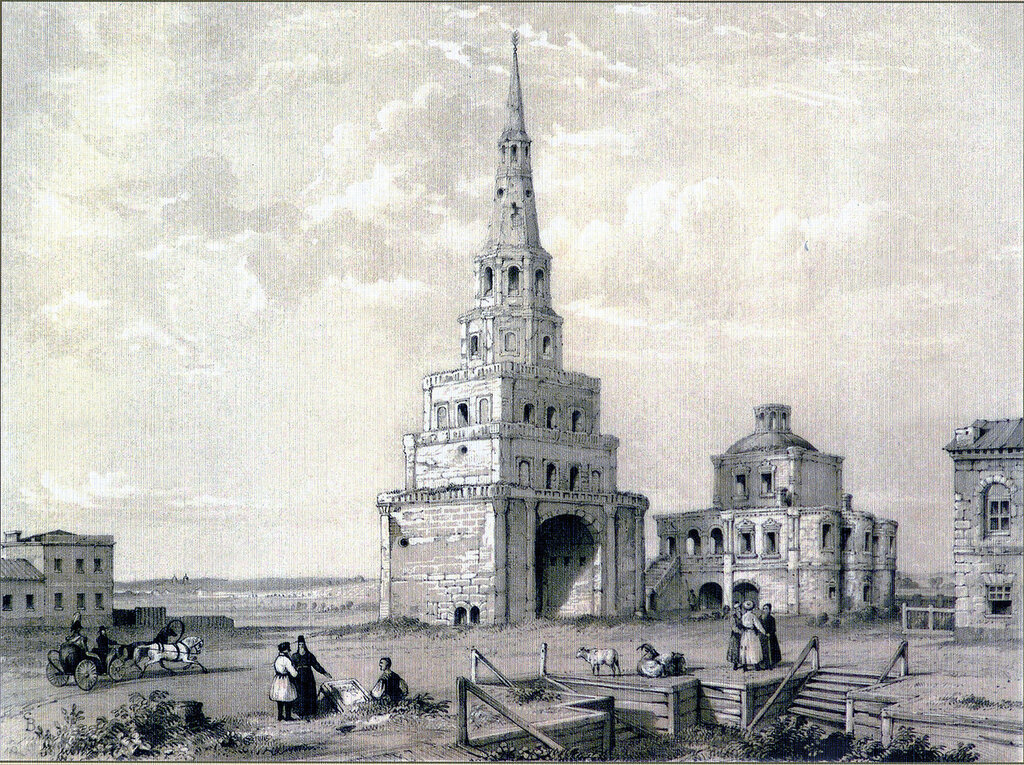
Башня на гравюре Э. Турнерелли начала XIX века

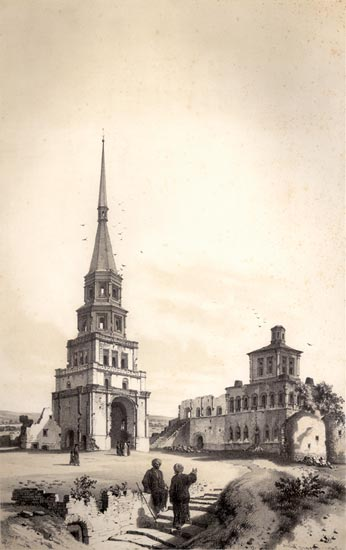
Башня на литографии А. Дюрана середины XIX века

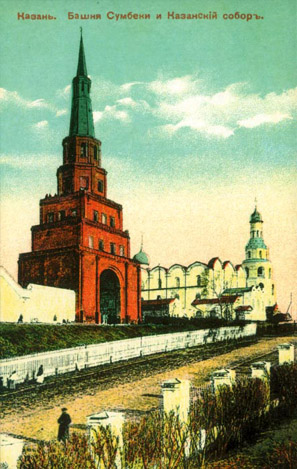
Башня на фото начала XX века

### Строительство
Происхождение и назначение Башни Сююмбике остаётся дискуссионным вопросом на протяжении более двух столетий, датировка колеблется в пределах XV — начала XVIII веков. Ввиду утраты архивов Казанского ханства, Приказа Казанского дворца и других сооружений, бесспорных сведений не сохранилось. Вместе с тем, XVIII век является периодом истории России, достаточно обеспеченным массовыми документальными источниками, но информация о Башне Сююмбике в них отсутствует.

#### Версии о возведении башни в русский период
В авторитетном труде «Казань в памятниках истории и культуры», вышедшем под редакцией С. С. Айдарова, А. Х. Халикова, М. Х. Хасанова, И. Н. Алеева, башня ориентировочно датируется 1645—1650 годами. В академическом издании «Истории Казани» А. Х. Халиков и С. Х. Алишев утверждают, что башня Сююмбике была построена в середине XVII века на месте существовавшей там ханской башни:

Остатки «великой башни, — замечает Курбский, — еже пред враты стояла на горе», археологически зафиксированы в раскопках 1977 года, они уходят под современную башню Сююмбике, традиционно поставленную как дозорная, на том же месте, но уже в середине XVII века.— История Казани, 1988:27.
.
Гипотезы о постройке башни ранее второй половины XVII века не подтверждаются древнейшими изображениями Казани, выполненными посещавшими её путешественниками. На самом раннем изображении Казани (из книги Олеария, посетившего город в 1638 году) башня Сююмбике отсутствует. Башня Сююмбике также не представлена на «Чертеже Казанском» XVII века, на видах Казани из монографии амстердамца Николааса Витсена «Северная и Восточная Тартария» 1692 года. В связи с этим постройка башни до 1692 года крайне маловероятна.
На возведение башни на рубеже XVII и XVIII веков указывают композиция «восьмерик на четверике» (распространившаяся в Русском царстве после присоединения левобережной Украины) и другие архитектурные особенности: наличие в первом ярусе элементов ордерного оформления — колонны на тумбах, ширинок ограждающих парапетов, а также характерная форма оконных проёмов с арками пониженного очертания, свойственных московскому барокко. Необычно острая форма шатра и ступенчатая композиция башни имеет архитектурные аналоги в шатровых завершениях башен Иосифо-Волоколамского монастыря, здании Земского приказа, а также Боровицкой и Беклемишевской башен Московского Кремля (шатры 1680-х годов).

Как показали археолого-архитектурные исследования, проведённые в 1941—1944, 1947—1948, 1953—1954 и 1976—1978 годах, фундамент башни уходит почти на двухметровую глубину и прорезает лишь верхние слои культурных отложений Казани — первый (верхний, датируемый XX—XVIII веками) и второй (нижний, русский, датированный XVII — второй половиной XVI веков), но местами и третий (средний, казанско-ханский, первая половина XVI — вторая половина XV веков).
Во втором слое находится и строительный горизонт башни, указывая на время её сооружения — не ранее второй половины XVII — начала XVIII веков.— «Что, башня, в имени твоём?», 1990:61.
.
Общая сухость, строгость декоративного оформления даёт возможность предполагать и более позднюю датировку строительства башни — вплоть до 1730-х годов, когда на башне был установлен двуглавый орёл. В пользу версии о строительстве башни только в XVIII веке свидетельствует и тот факт, что на плане города Казани это сооружение впервые появляется только в 1717—1718 годах, то есть уже в петровское время. Так, С. Саначин на основе анализа картографических и письменных источников определяет время строительства башни 1694—1718 годами.
Профессор архитектуры Н. Халит (курировавший строительство в кремле мечети Кул-Шариф) полагает, что башня была заложена петровским правительством для наблюдения за передвижениями неприятеля после того, как восставшие башкиры приблизились к Казани на расстояние 30 км и возникла реальная угроза взятия города. Дозорная башня строилась на самом высоком месте города, возможно, с использованием фрагментов ранее стоявшего на этом месте минарета, который в своё время также служил наблюдательным пунктом. С верхнего яруса башни в хорошую погоду просматривается территория радиусом в 50 км (вплоть до Свияжска). На спешку строителей указывает слабость фундамента (менее 1,5 метров), которая и привела к её наклону. В целом же устройство оберкомендантского дома, воротами которого служила башня, связано с образованием в 1708 году обширной Казанской губернии.

#### Предположения о существовании башни в ханский период
К периоду Казанского ханства башню Сююмбике относят такие исследователи, как В. В. Егерев, Р. Г. Фахрутдинов, Г. Н. Айдарова-Волкова, Г. Н. Мухамедшин, Ф. В. Салихова.
Согласно татарским преданиям, башня Сююмбике является минаретом ханской мечети. В энциклопедическом словаре Эфрона и Брокгауза (1894) башня Сююмбике названа единственным сохранившимся монументальным памятником татарского царства.
Башни Сююмбике состоит из семи различных по размеру пирамидально возвышающихся последовательно убывающих четвериков и восьмериков, образующих многоярусную структуру башенного типа: три четверика, три восьмерика, один из которых представляет собой высокий сужающийся вверх восьмигранник, на который опирается изящный восьмерик, увенчанный шпилеобразной шатровой крышей. С северной и южной сторон сделаны входы, которые ведут на внутристенные лестницы, с которых есть выходы на обходные террасы трёх нижних ярусов. Одна из двух лестниц башни Сююмбике расположена по часовой стрелке и доходит только до третьего яруса, другая — против часовой стрелки — ведёт до самого верхнего восьмерика, седьмого яруса.
Лестницы, закрученные против часовой стрелки характерны для минаретов раннего и зрелого средневековья (минарет в Самарре, IХ в.), а также в Малом минарете в Булгаре (ХIV в.), в минарете Касимовской мечети (XV в.), а также в руинированной надвратной башне в Малом городке (Булгар, ХIV в.), С северной стороны стена Башни Сююмбике укреплена контрфорсом. Аналогия прослеживается с башней Казанской цитадели, где выявлен контрфорс округлой формы, примыкавший к стене западного пилона. В башне Сююмбике отсутствует иконная ниша (обязательная принадлежность в русской архитектуре в арочных проездах, начиная со второй половины ХVI века); кроме того, в ней никогда не было надвратной церкви.
Если сравнивать архитектурные элементы Башни Сююмбике с аналогами в русской архитектуре рубежа XVII—XVIII веков, то и здесь нет совпадений, так как с 1690 годов отмечается развитие московского (нарышкинского) барокко (Покровская церковь в Филях, Москва, 1690—1694). Появляются открытые лестницы, балюстрады, закруглённые углы, пилястры, фризы, аттики, богато декорированные наличники, слуховые окна, фронтоны, усложнённые купола, полихромная окраска оштукатуренных стен. Важными аналогами при этом являются двухъярусные церкви и многоярусные колокольни с использованием четвериков и восьмериков.
Ярусные структуры типа восьмерик на четверике возникают в русской церковной архитектуре не без влияния Волжской Булгарии, где формы «восьмерик на четверике» появляются раньше, чем в московском зодчестве (Восточный мавзолей и Чёрная палата в Болгаре, XIV в.). Так, С. В. Заграевским отмечено, что в Волжской Булгарии шатровые восьмигранные покрытия появляются раньше, чем в русской архитектуре. Если бы башня Сююмбике, относящаяся к гражданской архитектуре, была построена в XVII — начале XVIII века, то должна была бы иметь какие-либо признаки узорочья или барокко, так как даже в фортификационной Боровицкой башне Московского кремля, надстроенной четырьмя верхними ярусами в 1680—1690-х годах, присутствуют признаки барокко (кокошники, слуховые окна, наличники, сдвоенные колонки, белокаменный декор). Очевидна разница в стилевых элементах, которые по сравнению со стилевыми элементами башни Сююмбике относятся к более поздней стилевой эпохе.
В архитектуре башни Сююмбике отдельные элементы (многослойные пояски, сталактиты, угловая раскреповка, внутренняя лестница, внутриярусный четырёхлотковый сомкнутый купол не имеют аналогов в русской архитектуре. Проведённое исследование даёт основание утверждать, что в стилистике башни Сююмбике преобладают архитектурные элементы аналогичные романскому стилю с некоторыми включениями композиционных приёмов готики (триангуляция, шатровый шпиль, динамичность композиции), а также сельджукскому, мамлюкскому, османскому стилям и не содержатся стилевые признаки кирпичного узорочья XVII века и барокко рубежа XVII—XVIII веков, что является допущением вероятности её проектирования и строительства в конце XV — первой половине XVI века. Высокая степень выразительности и композиционного совершенства тектонической структуры башни Сююмбике говорят в пользу строительного периода, выходящего из позднего средневековья на новый этап архитектурного развития. Символика образа оригинальна, стремительная динамика восходящих семи ярусов указывает на уверенное владение технологиями высотного строительства из обожжённого кирпича.
Башню Сююмбике проектировал выдающийся мастер, владеющий композиционно стилистическими приёмами итальянской школы. Известно, что поблизости от Казанского ханства за период несколько более полувека не менее десяти итальянских архитекторов участвовали в строительстве Москвы, Нижнего Новгорода, Пскова, Коломны и некоторых малых городов. В Москве работали восемь итальянских зодчих, обладавших большими познаниями и практикой в строительстве кирпичных зданий и сооружений. Известно, что в итальянских колониях Крыма в эпоху Золотой Орды работали генуэзские и венецианские архитекторы (Генуэзская крепость, XIV век, Судак). Династические и культурные связи с Крымским ханством были более, чем активны.
Возможность строительства башни Сююмбике, в диапазоне конца XV — первой половине XVI вв., косвенно подтверждается тем, что в архитектуре русских средневековых крепостей сохранились отдельные краснокирпичные башни XV—XVI веков: Нижегородский кремль (Часовая башня, XVI в.), Коломенский кремль (Пятницкая надвратная башня, XV в.), Новгородский детинец (Митрополичья башня, XV в.). По своим стилистическим признакам башня Сююмбике как объект гражданской архитектуры имеет более выраженные художественные качества даже в сравнении с некоторыми фортификационными московскими башнями.
По мнению доктора искусствоведения С. М. Червонной, башня Сююмбике отличается от Боровицкой башни Московского Кремля «более изысканными пропорциями и безукоризненной законченностью архитектурных форм».
К версии возникновения башни в ханский период склонялся краевед, профессор Казанского императорского университета Н. П. Загоскин. Исследователь начала XX века Н. А. Спасский полагал нижние ярусы башни постройками ханского периода, а остальную часть возведённой в XVIII веке во время превращения бывшей мечети Нур-Али в церковь. Сторонники версии существования башни в ханский период предполагают, что башня изначально была связана с ханской мечетью или с мечетью Нур-Али (Муралеевой):235-236, возможно, выполняя функцию минарета.

### Навершие

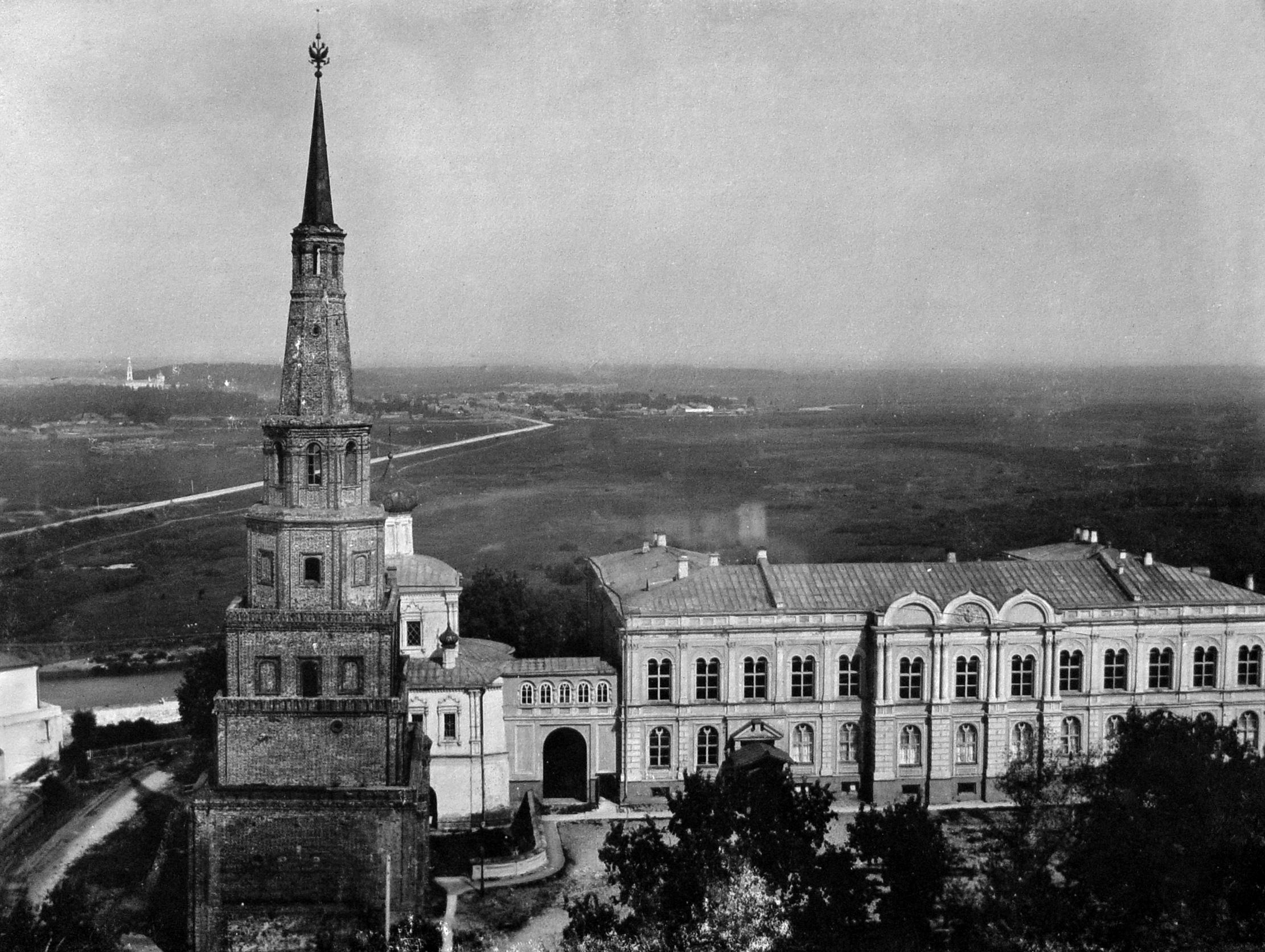
Вид на башню Сююмбике с колокольни Благовещенского собора; фотография до 1914 г.

Установление двуглавого орла на башню относят к 1730 году. По преданиям казанских татар, в шаре («яблоке») навершия башни якобы были заключены важные документы, связанные с татарской историей и культурой; в XIX веке его снимали и осматривали.
В феврале 1918 года по инициативе Центрального мусульманского комиссариата (Комиссариата по делам мусульман Внутренней России при Наркомнаце) были подписаны декреты Совнаркома о возвращении мусульманам памятников национальной истории и культуры — башни Сююмбике в Казани и караван-сарая в Оренбурге. Телеграмма о передаче башни Сююмбике, подписанная М. Вахитовым, была оглашена Я. С. Шейнкманом на общем собрании Казанского Совета. Газета «Правда» от 14 марта 1918 года сообщала о торжественной передаче башни мусульманскому населению Казани:215. Тогда же на ней российский герб заменили на серебряный полумесяц. В 1930-х годах в связи с антирелигиозной государственной политикой полумесяц с башни был убран.
В 1993 году по просьбам татарской общественности на вершину башни вновь установили позолоченный полумесяц — в связи с тем, что она «используется как минарет для чтения азана во время поминальной молитвы в честь жертв 1552 года».

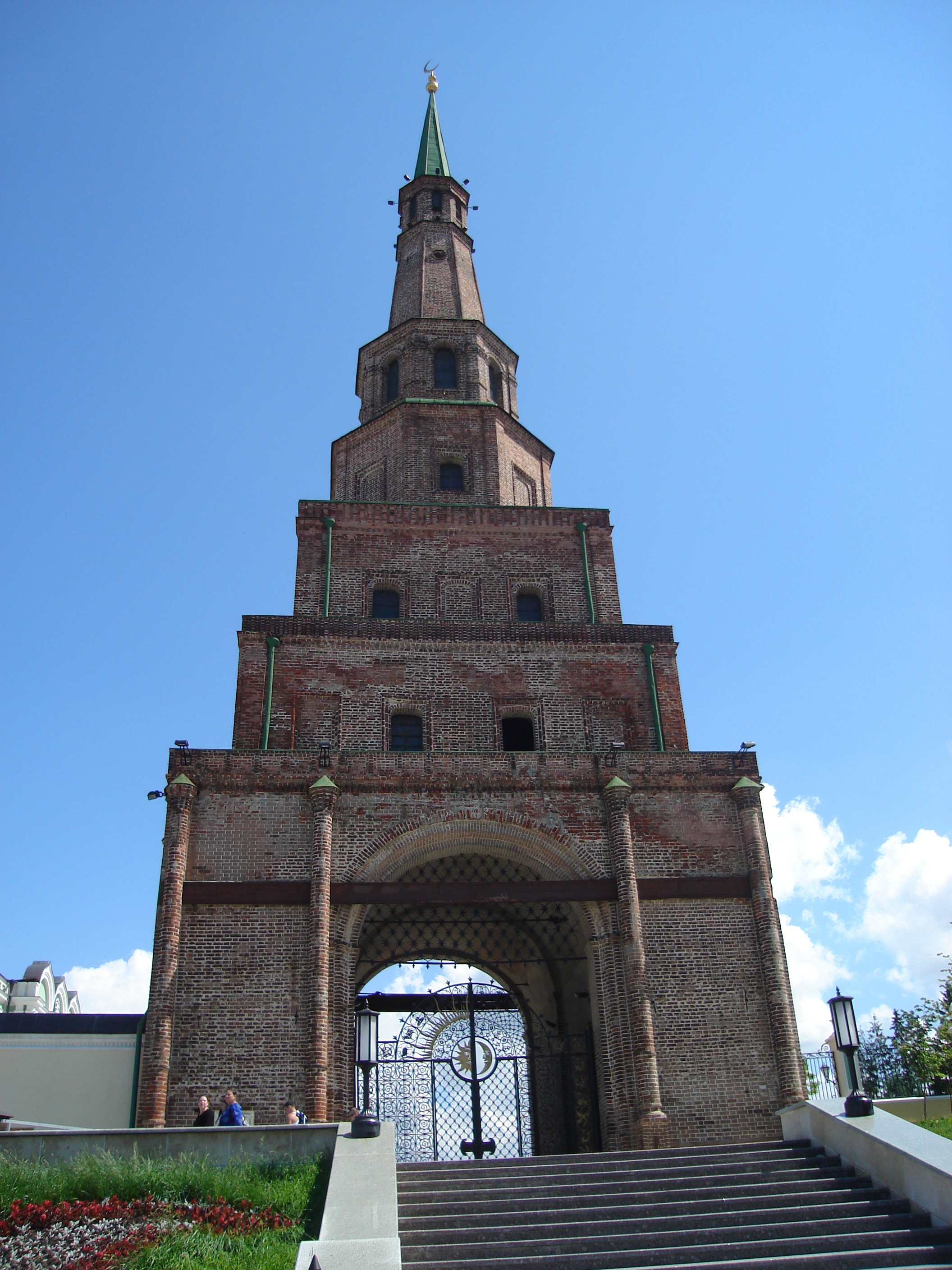
Вид башни с западной стороны. На современных распашных воротах изображены солнце и луна.

## Крен башни
В январе 2021 года глава комитета РТ по охране культурного наследия Иван Гущин сообщил, что отклонение башни Сююмбике от вертикальной оси составляет критические два метра. По его словам, комитетом организован ежемесячный мониторинг с использованием современных технологий наземного лазерного сканирования.

## Легенды
Вокруг происхождения башни существует несколько легенд, обыгрывающих её народное название, но не имеющих никакого научного обоснования:
- Башню построила казанская царица Сююмбике, чтобы увековечить память о своём любимом супруге Сафа-Гирее после его смерти в 1549 году.
- Семь ярусов башни символизируют семь дней, за которые она была возведена Иваном Васильевичем после взятия Казани в 1552 году. Инициатором строительства называют ту же Сююмбике, которая сбросилась с седьмого яруса. В разных версиях приводятся разные причины её поступка. Например, туристам рассказывают, что русский царь будто бы предложил взять её замуж.
- Башня была перестроена из минарета ханской мечети, возведённого по приказу Сююмбике.

Эти городские легенды так или иначе восходят к романтическим историям XIX века, отмеченным во многих тогдашних путеводителях по Казани.
Тогда же среди татарского населения Казани существовала легенда о том, что в позолоченном шаре, установленном на шпиле башни, хранятся некие документы. По просьбам татарской общины губернатор Казани приказал снять и изучить шар. Документов внутри не оказалось, однако, как утверждали очевидцы, шар был проржавевший и дырявый, что облегчало потерю документов, если они там и были.

## В культуре
Алексей Щусев обыграл силуэт башни Сююмбике в форме одной из башен Казанского вокзала Москвы. Также она послужила прототипом Спасской башни (башни Дружбы Народов) на набережной Брюгге в Йошкар-Оле.
Башня Сююмбике значима для сюжета фильма «Сокровища О. К.», где главные герои в поисках разгадки тайны сокровищ пробираются в том числе и внутрь башни. Для крупных планов с участием героев фильма в московском павильоне был отстроен фрагмент башни Сююмбике в натуральную величину.

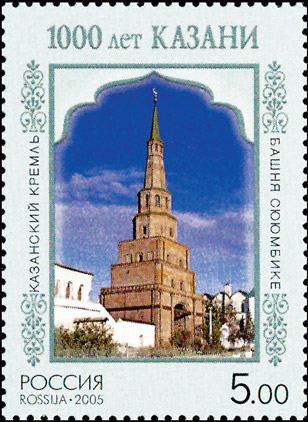
Башня Сююмбике на почтовой марке России, посвящённой 1000-летию Казани
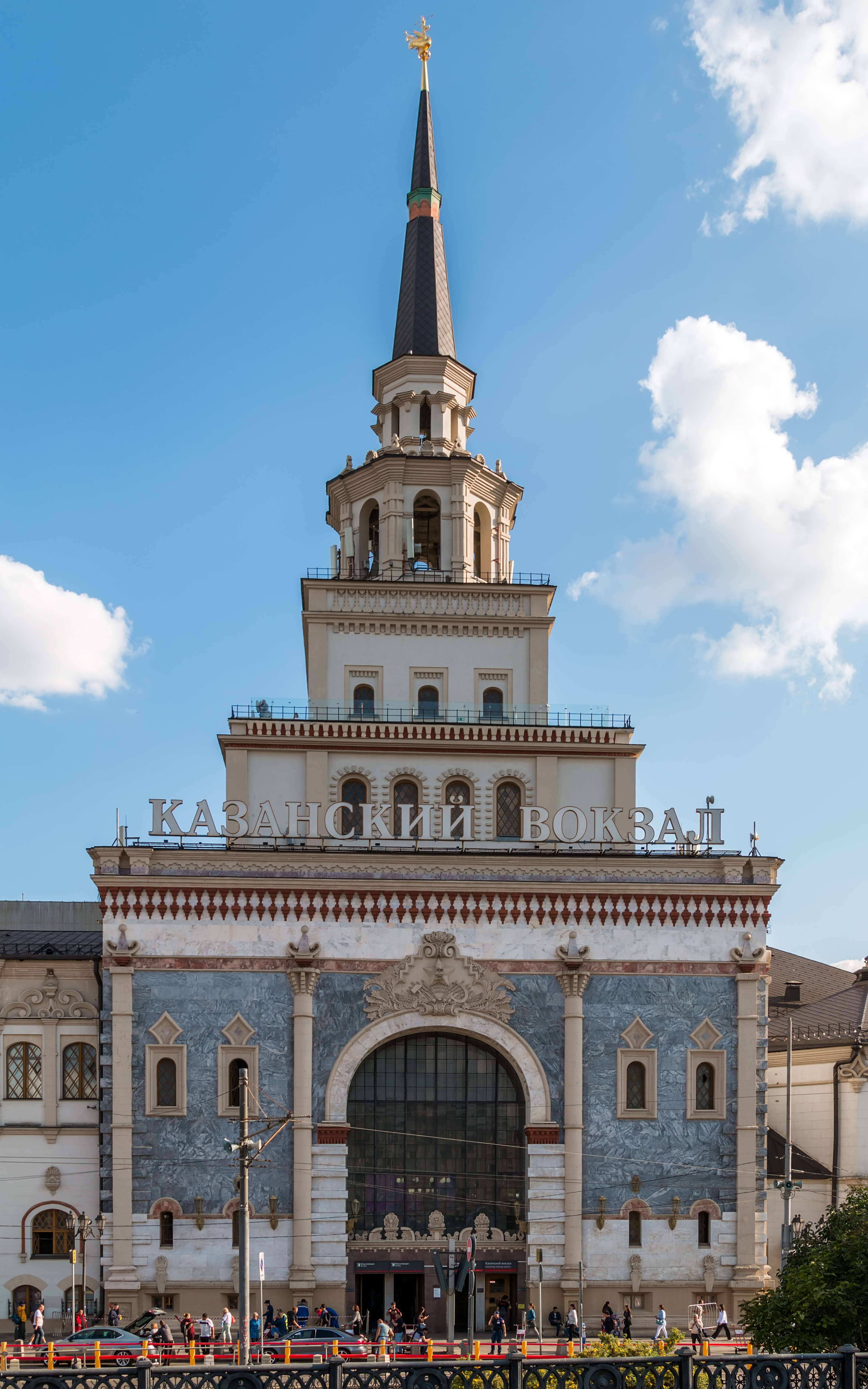
Башня Казанского вокзала в Москве
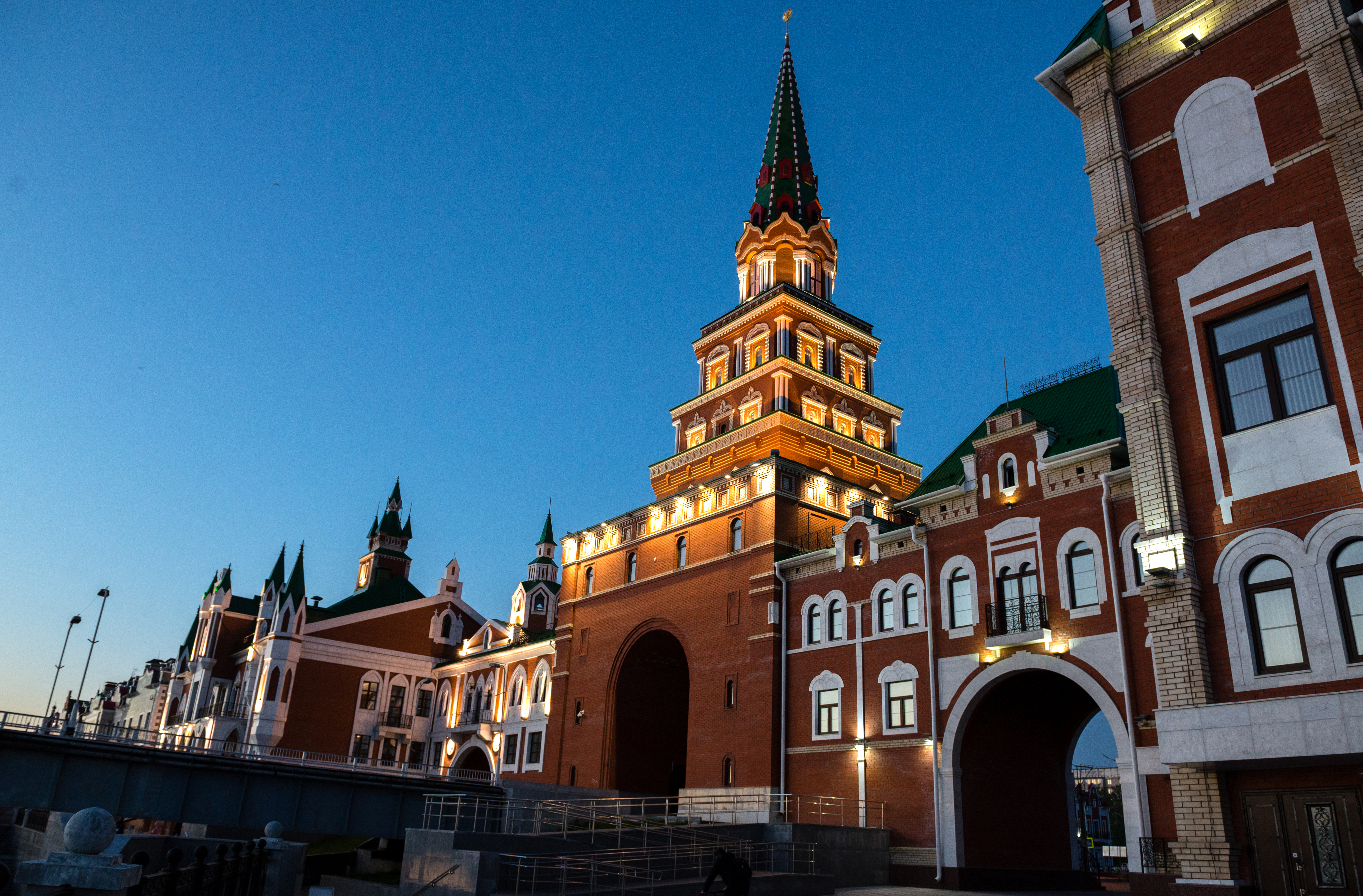
Башня Дружбы народов в Йошкар-Оле